# Wigrid
|  | Dieser Artikel oder Abschnitt wurde wegen inhaltlicher Mängel auf der Qualitätssicherungsseite des Projekts Germanen eingetragen. Dies geschieht, um die Qualität der Artikel aus diesem Themengebiet auf ein akzeptables Niveau zu bringen. Bitte hilf mit, die Mängel dieses Artikels zu beseitigen, und beteilige dich an der Diskussion! |

Wigrid (Vígríðr, alt-nord. „Kampfsturm“) ist die Ebene, auf der nach der Vorstellung der nordischen Mythologie der Endkampf Ragnarök zwischen Riesen und Göttern ausgetragen wird.
Die Größe der Ebene ist in der Edda mit „100 Rasten breit nach allen Seiten“ angegeben (Vafþrúðnismál 18, Gylfaginning). In einigen Übersetzungen der Snorra-Edda wird die Endzeit auch als „Wolfszeit“ bezeichnet. Das Heer der Kämpfenden soll diese Fläche komplett ausfüllen.